# Thunder Dolphin
Thunder Dolphin is een stalen achtbaan in het attractiepark Tokyo Dome City Attractions, dat deel uitmaakt van Tokyo Dome City in Tokio, Japan.
De achtbaan is ontworpen en gebouwd door Intamin AG. Met zijn 80 meter valt de achtbaan net buiten de top 10 hoogste achtbanen ter wereld. Bij een incident op 5 december 2010, toen een 25 cm lange bout van de rit viel, raakte een 9-jarige bezoeker gewond. De achtbaan bleef sindsdien gesloten tot 1 augustus 2013.
Thunder Dolphin's 1066,8 meter lange spoor loopt door zowel een gat in het LaQua-gebouw als door de Big-O, 's werelds eerste middenloze reuzenrad. De Thunder Dolphin heeft een maximale snelheid van 130 kilometer per uur.